# Ilex laurina
Ilex laurina är en järneksväxtart som beskrevs av Carl Sigismund Kunth. Ilex laurina ingår i släktet järnekar, och familjen järneksväxter. Inga underarter finns listade i Catalogue of Life.